# Карачинская
Карачи́нская — минеральная вода, добываемая в Чановском районе Новосибирской области с глубины 1173 метра. Группа — хлоридно-гидрокарбонатная натриевая. Первую скважину на территории курорта «Озеро Карачи́» пробурили в 1957 году, когда и был открыт источник, а промышленный розлив начали в 1974 году.

## Историческая справка
Согласно народным преданиям, воины хана Кучума в XIV веке пользовались озером для восстановления своих сил, прозвав его Ачу-Тебис (с тат. — «горько-солёный»), позже переименовав его в Карачи (с тат. — «чëрный ил»). В 1880 началась история посёлка «Озеро Карачи», когда российские купцы Нораковский и Милинис взяли озеро с прилегающей землей в аренду на 12 лет за 250 рублей за все годы аренды, застроив берег озера избушками из дёрна и с нарами из досок, организовав курортную зону на 30 человек; спустя непродолжительное время количество курортных мест возросло до 65 человек. В 1897 году в лаборатории Томского Горного Управления А. П. Богачевым было проведено химическое обследование рапы и грязи на курорте. В 1900-х годах в связи с запуском Сибирской железной дороги количество посетителей курорта резко увеличилось, а все оздоровительные процедуры начали проводиться под наблюдением медперсонала. В 1901 году Л. Вертинсон в своём путеводителе по курортам России опубликовал информацию об «Озере Карачи». К 1913 году количество оздоровительных комплексов на берегу озера Карачи составляло пять штук (четыре частных и один железнодорожный). После событий Октябрьской революции (1917) курорт сильно пострадал, однако в 1920 году В.И.Ленин издал декрет о национализации курортов, и все курорты озера-Карачи были переданы Сибстрахкассе. В 1924 году началось восстановление курорта. В 1925 году курорт был переоборудован. В 1926 году, под руководством М.Г. Курлова было проведено исследование о влиянии лечебных ванн на организм человека. С 1931 года, санаторий стал работать круглый год, и к 1932 году количество больных, посетивших курорт, составило 3267 человек. В 1934 году началось строительство новых зданий, а именно грязелечебницы, физио-терапевтического отделения, рентгеновского кабинета, лаборатории, солярия, поликлиники, аптеки и купальни, к 1937 году строительство было закончено. В годы войны курорт был переименован в военный госпиталь №2486 санаторного типа. В послевоенные годы курорт занимался восстановлением ветеранов.
В 1957 году во время бурения разведочной скважины на глубине 1170 метров было обнаружено месторождение слабоминерализованной (<2,5г/л) воды. С 1960 года вода стала применяться как лечебная, а в конце 1960-х годов, по распоряжению главврача курорта, началось строительство завода по розливу минеральной воды в стеклянные бутылки.
В 1974 году завод был введён в эксплуатацию, а в 1975 году в посёлке начался выпуск минеральной воды «Карачинская», до 1985 года годовой выпуск не превышал 1,5-2,5 миллиона бутылок в год.
В 1990-е годы курорт пришел в упадок, было закрыто множество корпусов, однако курорт продолжал функционировать, а люди с разных уголков страны всё ещё посещали курорт. В 1996 году начался розлив в ПЭТ бутылки: до 2003 года объемом 1,5 литра, затем и 0,5 литра.
В 2004 году был придуман и нанесён на этикетку узнаваемый многими логотип минеральной воды, а завод был оснащён новым оборудованием французской компании SIDEL.
В 2010 году компания обзавелась немецкими технологиями KHS, что позволило полностью автоматизировать производство.
С 2011 года, благодаря заводу «Карачинский источник», курорт начал процветать.
В 2012 году компания вновь запустила в производство выпуск «Карачинской» в стеклянных бутылках.
В 2019 году компания сменила дизайн упаковки на всех бутылках.
С 2021 года, компания стала маркировать свои крышки QR-кодом, позволяющим проверить продукт на подлинность и качество.

## Применение
Вода применяется как лечебно-столовая при заболеваниях желудочно-кишечного тракта, печени, почек, мочевыводящих путей, сердечно-сосудистой и нервной систем, при диабете, при подагре и других заболеваниях. Для здоровых людей рекомендована в качестве столовой минеральной воды.

## Химический состав
Химический состав воды:
- Общая минерализация 2,0 — 3,0 г/дм³.
- Содержание катионов и анионов, мг/дм³:
  - Гидрокарбонаты HCO3− — 800—1100 мг/л
  - Сульфаты SO42− — 150—250 мг/л
  - Хлориды Cl− — 300—600 мг/л
  - Магний Mg2+ — 1-50 мг/л
  - Кальций Ca2+ — 2-25 мг/л
  - Натрий Na+ — 500—800 мг/л
  - Калий K+ — 0,1-20 мг/л